# Alfredo López Rojas
Alfred López (né le 2 août 1894 à Sagua La Grande et mort le 20 juillet 1926 à La Havane) est un dirigeant ouvrier des typographes et de la Fédération Ouvrière de La Havane (FOH). Il a été assassiné sur l'ordre du président cubain Gerardo Machado.